# ایزاک بابل
ایزاک امانویلوویچ بابل (به روسی: Исаа́к Эммануи́лович Ба́бель) (به انگلیسی: Isaak Emmanuilovich Babel) (زاده ۱۳ ژوئیه ۱۸۹۴ -درگذشته ۲۷ ژانویه ۱۹۴۰) نویسنده یهودیتبار روس و از بزرگ‌ترین نویسندگان روسیه در قرن بیستم است. از این نویسنده تعداد زیادی داستان کوتاه، بخش‌هایی ناتمام از یک رمان و چندین فیلمنامه باقی‌مانده‌است.
اولین مجموعه از آثار وی به زبان انگلیسی در سال ۱۹۹۲ توسط دخترش ناتالی بابل گردآوری شد و انتشار یافت.
وی در می ۱۹۳۹ دستگیر و در سال ۱۹۴۰ به اتهام خیانت به شوروی و جاسوسی اعدام شد. وی سه بار ازدواج کرد و از خود سه فرزند باقی گذاشت. بابل همیشه از ماکسیم گورکی به عنوان استاد و راهنمای خود نام می‌برد.
ایزاک بابل همچون اکثر روشنفکران و نویسندگان انقلاب بلشویکی روسیه دلبسته آرمان‌ها و اهداف کمونیسم بود. اما بعد از آغاز حکومت ترور و وحشت کمونیست‌ها، آنچنان سرخورده و مأیوس شد که به مخالفان آن پیوست و سرانجام به دست رژیمی که زمانی حامی‌اش بود، اعدام شد.
سال‌ها بعد در دورهٔ موسوم به استالین‌زدایی از این نویسنده اعاده حیثیت شد.

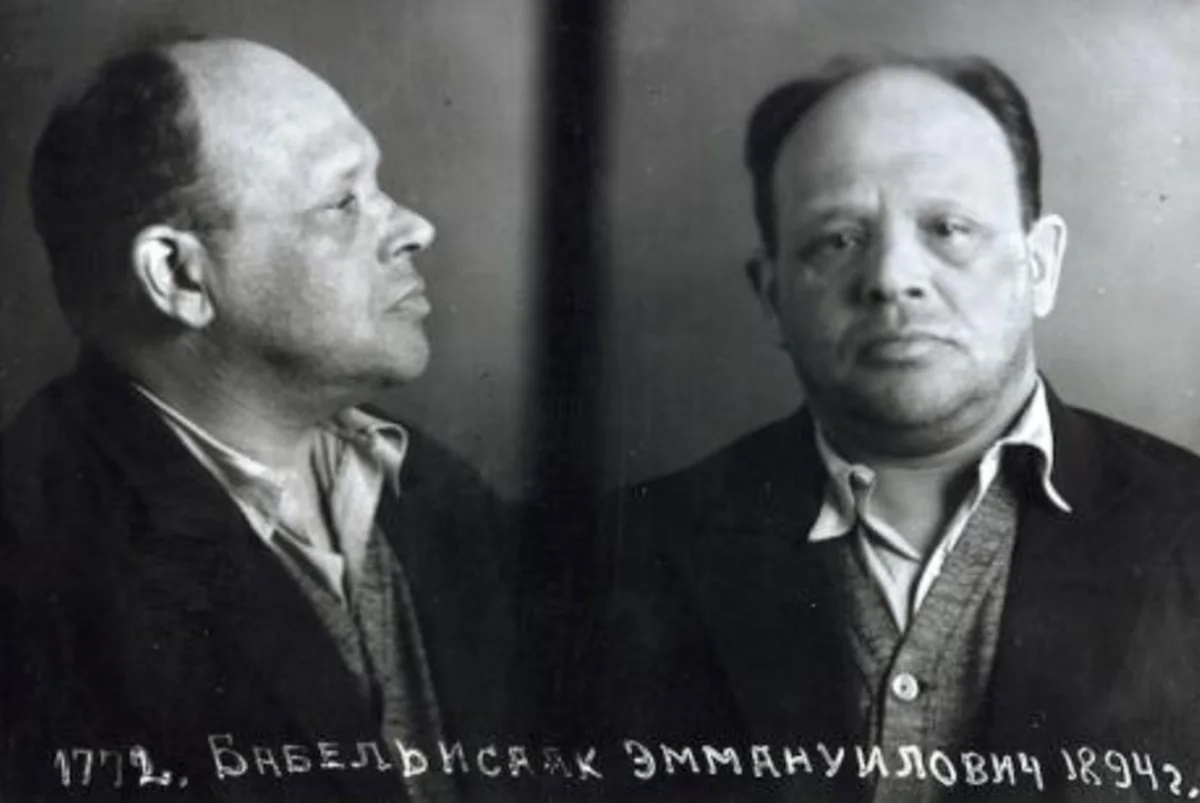
عکس (پلیس امنیتی روسیه) از بابل پس از دستگیری

فضای داستان‌های وی سرشار از طنزی درخشان و گزنده است. آدم‌ها، مکان‌ها و اتفاقات داستان‌های وی همچون خود انقلاب، مملو از بدویت، خون و نزاع و درگیری‌اند. از درخشان‌ترین نوشته‌های وی داستان کوتاه «گی دو موپاسان» است که در واقع ادای دینی به نویسنده فرانسوی گی دو مو پاسان است.

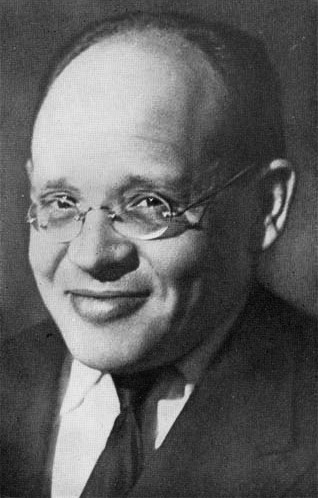

## آثار
- داستان‌های اودسا
- سواره‌نظام سرخ
- ماریان (نمایشنامه)
- غروب آفتاب (نمایشنامه)

### آثار چاپ‌شده به فارسی
- مجموعه داستان عدالت در پرانتز ترجمه مژده دقیقی
- گناه عیسی مسیح ترجمه حامد شهیدیان